# آکی‌یاما سانه‌یوکی
آکی‌یاما سانه‌یوکی (به ژاپنی: 秋山 真之 Akiyama Saneyuki)؛(۱۲ آوریل ۱۸۶۸ – ۴ فوریه، ۱۹۱۸) یک فرد نظامی اهل ژاپن بود.